# Chondroscaphe bicolor
Chondroscaphe bicolor är en orkidéart som först beskrevs av Robert Allen Rolfe, och fick sitt nu gällande namn av Robert Louis Dressler. Chondroscaphe bicolor ingår i släktet Chondroscaphe och familjen orkidéer. Inga underarter finns listade i Catalogue of Life.